# Jeruzal
Jeruzal je mjesto u vojvodstvu Lodz, (povjat Koviesi), u središnjoj Poljskoj. Blizu Jeruzala (8 km) je grad Skiernievice.
Naselje je postojalo još u 13. stoljeću.
Broj stanovnika je 240.

## Vanjske poveznice
- Turistička stranica